# Jan Janiszewski
Jan Marian Janiszewski (ur. 7 sierpnia 1937 w Przemyślu, zm. 20 kwietnia 2022 w Warszawie) – polski dyplomata, ambasador w Argentynie (1984–1988) i na Kubie (1997–2001).

## Życiorys
Absolwent Wydziału Dyplomatyczno-Konsularnego Szkoły Głównej Służby Zagranicznej (1961). Pracownik handlu zagranicznego (1959–1971). W 1971 przeszedł do Ministerstwa Spraw Zagranicznych. W latach 1971–1976 pracował w Ambasadzie w Quito, którą od 1972 kierował jako chargé d’affaires. W latach 1978–1982 na placówce w Hawanie jako radca Ambasady. W latach 1982–1984 doradca ministra spraw zagranicznych. Ambasador PRL w Argentynie (1984–1988). W następnych latach kolejno doradca ministra, wicedyrektor Departamentu Ameryki Północnej i Południowej MSZ oraz Radca-minister w ambasadzie RP w Tokio (1993–1997). Karierę dyplomatyczną zakończył jako Ambasador RP na Kubie od 15 września 1997 do 31 sierpnia 2001. Pracę w MSZ zakończył w 2003.
Członek Związku Młodzieży Polskiej (1951–1956, m.in. członek Zarządu Miejskiego w Przemyślu), Związku Młodzieży Socjalistycznej (1957–1964, m.in. członek Komitetu Warszawskiego ZMS) oraz Polskiej Zjednoczonej Partii Robotniczej (od 1955). Był członkiem Komisji Handlu Zagranicznego Komitetu Dzielnicowego PZPR Warszawa-Śródmieście.
Syn Jana i Wandy. Pochowany na Cmentarzu Komunalnym Północnym w Warszawie.

## Odznaczenia
- Krzyż Kawalerski Orderu Odrodzenia Polski (1979)[4]
- Złoty Krzyż Zasługi
- Brązowy Krzyż Zasługi
- Medal 30-lecia Polski Ludowej
- Medal 40-lecia Polski Ludowej
- odznaczenia resortowe